# Conus chiapponorum
Conus chiapponorum é uma espécie de gastrópode do gênero Conus, pertencente à família Conidae.